# Chiesa dei Santi Maria e Zenone (Zugliano)
La chiesa dei Santi Maria e Zenone è la parrocchiale di Zugliano, in provincia di Vicenza e diocesi di Padova; fa parte del vicariato di Thiene.

## Storia
La prima citazione di una cappella a Zugliano risale al 1297 ed è contenuta nella decima papale, da cui si apprende ch'essa dipendeva dalla pieve di Thiene.
Questo luogo di culto fu in seguito elevato al rango di pieve; nel 1488 il vescovo di Padova Pietro Barozzi, durante la sua visita pastorale, consigliò di rimaneggiarlo, ma questo progetto non andò in porto per ristrettezze economiche, visto che i fondi della parrocchia erano stati utilizzati per ampliare la chiesetta di San Zenone.
Nel 1563 la chiesa arcipretale è attestata con il doppio titolo di Santa Maria e San Zenone, così come pure nel 1602.
La prima pietra della nuova parrocchiale venne posta il 16 maggio 1886; la navata fu consacrata dal vescovo Giuseppe Callegari nel 1890 e il presbiterio e l'altare maggiore vennero inaugurati cinque anni dopo, mentre il 16 novembre 1907 il vescovo Luigi Pellizzo impartì la consacrazione della chiesa.
Nel 1924 si procedette alla demolizione dell'antico campanile e il 5 maggio 1928 iniziò la costruzione del nuovo, il quale fu poi ultimato nel 1932.
La facciata venne inaugurata il 20 febbraio 1946 e nel 2010 la chiesa fu adeguata alle norme postconciliari.

## Descrizione

### Esterno
La facciata a capanna della chiesa, rivolta a sudovest e tripartita da quattro semicolonne corinzie sorreggenti il frontone sormontato da statue, presenta centralmente il portale d'ingresso timpanato e ai lati due nicchie ospitanti altrettanti simulacri.
Accanto alla parrocchiale si erge su un alto basamento a scarpa il campanile a pianta quadrata; la cella presenta su ogni lato una serliana ed è coronata dalla guglia piramidale poggiante sul tamburo a base ottagonale. 

### Interno
L'interno dell'edificio si compone di un'unica navata, sulla quale si affacciano le cappelle laterali e le cui pareti sono scandite da lesene e semicolonne sorreggenti la trabeazione sopra la quale si imposta la volta; al termine dell'aula si sviluppa il presbiterio, rialzato di alcuni gradini e chiuso dall'abside semicircolare.
Qui sono conservate diverse opere di pregio, tra le quali la pala con soggetto il Battesimo di Gesù Cristo, eseguita da Girolamo Maganza, e la tela raffigurante la Madonna del Rosario e tre sante, realizzata da Alessandro Maganza.